# معمرفا
معمرفا (به لاتین: Mtarfa) یک منطقهٔ مسکونی در مالت است که در منطقه شمالی مالت واقع شده‌است. معمرفا ۰٫۷ کیلومتر مربع مساحت و ۲٬۶۱۵ نفر جمعیت دارد.